# Morganton (North Carolina)
Morganton is een plaats (city) in de Amerikaanse staat North Carolina, en valt bestuurlijk gezien onder Burke County.

## Demografie
Bij de volkstelling in 2000 werd het aantal inwoners vastgesteld op 17.310.
In 2006 is het aantal inwoners door het United States Census Bureau geschat op 17.224, een daling van 86 (-0,5%).

## Geografie
Volgens het United States Census Bureau beslaat de plaats een oppervlakte van
47,0 km², geheel bestaande uit land.

## Plaatsen in de nabije omgeving
De onderstaande figuur toont nabijgelegen plaatsen in een straal van 16 km rond Morganton.

## Geboren in Morganton
Johnny Bristol, zanger, componist en producer